# Spreading the Disease
Spreading the Disease — другий студійний альбом американського треш-метал гурту Anthrax, представлений у жовтні 1985 року на лейблі Megaforce Records. Це перший альбом гурту, в записі якого взяв участь Джої Беладонна.
Альбом демонструє певне зміщення акцентів в сторону треш-металу. Платівка була позитивно оцінена критиками і вважається одним із кращих альбомів гурту.
Диск досяг № 113 у американському чарті Billboard 200.

## Список композицій
Автор музики і слів Anthrax (якщо не вказано інше). 
| #  | Назва                  | Автор слів  | Автор музики                | Тривалість |
| -- | ---------------------- | ----------- | --------------------------- | ---------- |
| 1. | «A.I.R.»               |             |                             | 5:45       |
| 2. | «Lone Justice»         |             |                             | 4:36       |
| 3. | «Madhouse»             |             |                             | 4:19       |
| 4. | «S.S.C./Stand or Fall» |             |                             | 4:08       |
| 5. | «The Enemy»            |             |                             | 5:25       |
| 6. | «Aftershock»           |             |                             | 4:28       |
| 7. | «Armed and Dangerous»  | Нейл Турбін | Турбін, Скот Ян, Ден Лілкер | 5:43       |
| 8. | «Medusa»               | Джон Зазула |                             | 4:44       |
| 9. | «Gung-Ho»              | Турбін      | Турбін, Ян, Лілкер          | 4:34       |

## Учасники запису
- Джоуї Беладонна — вокал
- Ден Спітц — соло-гітара
- Скот Ян — ритм-гітара, бек-вокал
- Френк Белло — бас-гітара, бек-вокал
- Чарлі Бенанте — ударні